# Milheirós de Poiares
Pour les articles homonymes, voir Milheirós et Poiares.
Milheirós de Poiares est une paroisse civile portugaise (en portugais : freguesia) de la municipalité de Santa Maria da Feira dans le district d'Aveiro.

## Géographie
Milheirós de Poiares est traversée par la rivière Ul (pt), affluent de l'Antuã (pt).
La paroisse est limitrophe de la municipalité de São João da Madeira, au sud-ouest, et d'Oliveira de Azeméis, au sud-est.

## Histoire
L'existence d'une paroisse de Milheirroos est attestée dès 1251, tandis que certains hameaux de Milheirós de Poiares sont connus depuis le XIe siècle (comme Gaiate). Le nom actuel de Milheirós de Poiares apparaît en 1514.
En 2012, les habitants de Milheirós de Poiares votent à 80 % en faveur de leur rattachement à la municipalité de São João da Madeira. Ce vote n'est toutefois pas suivi d'effet lors de la réforme territoriale de 2013, qui maintient la paroisse au sein de Santa Maria da Feira.

## Démographie
Milheirós de Poiares connaît une importante croissance au XXe siècle, passant de 792 habitants en 1902 à 3 823 en 1991. Lors du recensement de 2021, la paroisse compte 3 594 habitants.